# Laura Asadauskaitė
Laura Asadauskaitė (født 28. februar 1984) er en litauisk femkampsudøver. Hun repræsenterede sit land under sommer-OL 2012 i London, hvor hun vandt guld.
Under sommer-OL 2020 i Tokyo, der blev afholdt i 2021, vandt hun sølv.